# The Ultimate Fighter: Team Carwin vs. Team Nelson Finale
The Ultimate Fighter: Team Carwin vs. Team Nelson Finale è stato un evento di arti marziali miste organizzato dalla Ultimate Fighting Championship che si è tenuto il 15 dicembre 2012 all'Hard Rock Hotel and Casino di Las Vegas, Stati Uniti.

## Retroscena
Per la prima volta nella storia dell'UFC due eventi vengono organizzati nello stesso giorno: sempre durante il 15 dicembre 2012 infatti si tenne anche UFC on FX: Sotiropoulos vs. Pearson in Australia.
L'evento ospitò la finale del torneo dei pesi welter della 16-esima stagione del reality show The Ultimate Fighter.
Il main match della serata doveva essere la sfida tra i due allenatori della stagione del TUF Shane Carwin e Roy Nelson, ma il primo diede forfait per un infortunio al ginocchio e venne sostituito con Matt Mitrione.
Melvin Guillard e Jamie Varner avrebbero dovuto affrontarsi in questo evento, ma poco prima dell'incontro Varner si ammalò e il match venne posticipato all'evento UFC 155: Dos Santos vs Velasquez II.

## Risultati

### Card preliminare
- Incontro categoria Pesi Mosca:  Tim Elliott contro  Jared Papazian

Elliott sconfisse Papazian per decisione unanime (30-25, 30-25, 30-26).
- Incontro categoria Pesi Leggeri:  Mike Rio contro  John Cofer

Rio sconfisse Cofer per sottomissione (armbar) a 4:11 del terzo round.
- Incontro categoria Pesi Gallo:  Hugo Viana contro  Reuben Duran

Viana sconfisse Duran per KO (pugno) a 4:05 del primo round.
- Incontro categoria Pesi Welter:  TJ Waldburger contro  Nick Catone

Waldburger sconfisse Catone per sottomissione (strangolamento triangolare) a 1:04 del secondo round.
- Incontro categoria Pesi Leggeri:  Rustam Khabilov contro  Vinc Pichel

Khabilov sconfisse Pichel per KO (suplex e pugni) a 2:15 del primo round.
- Incontro categoria Pesi Gallo:  Johnny Bedford contro  Marcos Vinicius

Bedford sconfisse Vinicius per KO (pugni) a 1:00 del secondo round.
- Incontro categoria Pesi Welter:  Mike Pyle contro  James Head

Pyle sconfisse Head per KO Tecnico (ginocchiata e pugni) a 1:55 del primo round.

### Card principale
- Incontro categoria Pesi Piuma:  Dustin Poirier contro  Jonathan Brookins

Poirier sconfisse Brookins per sottomissione (strangolamento D'Arce) a 4:15 del primo round.
- Incontro categoria Pesi Massimi:  Pat Barry contro  Shane del Rosario

Barry sconfisse del Rosario per KO (pugni) a 0:26 del secondo round.
- Finale del torneo dei Pesi Welter TUF 16:  Colton Smith contro  Mike Ricci

Smith sconfisse Ricci per decisione unanime (30-27, 30-27, 30-26) e vinse il torneo dei pesi welter TUF 16.
- Incontro categoria Pesi Massimi:  Roy Nelson contro  Matt Mitrione

Nelson sconfisse Mitrione per KO Tecnico (pugni) a 2:58 del primo round.

## Premi
I seguenti lottatori sono stati premiati con un bonus di 40.000 dollari:
- Fight of the Night:  Tim Elliott contro  Jared Papazian
- Knockout of the Night:  Pat Barry
- Submission of the Night:  TJ Waldburger